# 2024년 콜카타 강간 살인 사건
2024년 콜카타 강간 살인 사건은 2024년 8월 9일 인도 서벵골주 콜카타 R. G. 카르 의학 대학 및 병원에 수련의인 모우미타 데브나트(Moumita Debnath)가 강간당하고 살해된 사건이다. 그녀의 시신은 캠퍼스 내 세미나실에서 발견되었다. 이 사건은 인도의 여성과 의사의 안전에 대한 논쟁을 증폭시켰고, 상당한 분노와 전국적인 시위, 철저한 조사 요구를 촉발했다.

## 사건
2024년 8월 8일 밤, 데브나트는 동료들과 저녁 식사를 한 후 병원에서 36시간 연속 근무를 마치고 세미나실에서 휴식을 취했다. 다음날 오전 9시 30분경(인도 표준시) 세미나실에서 그의 시신이 반라 상태로 발견되었으며, 눈과 입, 성기에서 출혈이 있었다. 이후 그는 사망 선고를 받았다. 대학 당국은 처음에 그의 가족에게 자살했다고 알렸다.
8월 9일에 부검이 실시되었고, 부검이 완료된 후 비정상적 사망 사건으로 등록되었다.

## 수사

### 부검 보고서
부검 결과 데브나트가 교살되기 전에 강간과 성폭행을 당한 것으로 밝혀졌다. 4 페이지에 걸친 보고서는 또한 그의 생식기, 입술, 왼쪽 다리, 오른손, 약지, 목, 얼굴에 깊은 상처가 있음을 기록했다. 보고서에 따르면 얼굴의 할퀸 자국은 범인의 손톱에 의해 생긴 것으로 추정된다. 보고서에 따르면 그의 입과 목에 압박이 가해졌고 목이 졸려 방패연골이 골절되었다. 보고서는 또한 눈, 입, 성기에서의 출혈을 언급했으며, 성기 부위의 상처는 "변태적 성행위"와 "성기 고문"에 의한 것으로 기술했다. 눈 부위 상처의 정확한 원인은 밝혀지지 않았다.
부검에서 질 면봉에서 약 "150 mg"의 정액이 발견되었다고 보고되었다. 이 발견과 함께 상처의 정도로 인해 부검 보고서를 평가한 의사들과 피해자의 부모는 데브나트가 윤간을 당했을 가능성을 제기했다. 그러나 콜카타 경찰은 이를 루머라고 일축하며, 부검 중 육안으로 여러 개인의 정액을 구별하는 것은 불가능하다고 밝혔다. CBI(중앙수사국) 조사에서는 지금까지 윤간의 징후가 밝혀지지 않았다. 보고서 데이터에 대한 해명에서, "151 g"(mg이 아님)은 정액만의 무게가 아니라 시신에서 채취한 생식기 표본의 총 무게라고 설명되었다.

### 체포
수사 결과, 경찰은 콜카타 경찰 재난관리대에 소속되어 의과대학 인근 경찰 초소에 배치된 민간 자원봉사자 산자이 로이를 용의자로 체포했다. 그는 여성 편력가이자 가정폭력 가해자로 묘사되었다. 콜카타 경찰에 따르면, 그는 범행을 자백했다. CBI의 요청으로 델리 중앙법의학연구소(CFSL)에서 피의자에 대한 심리 분석 검사가 실시되었다. 관계자들은 PTI 통신에 "그는 사건을 진술하는 동안 전혀 후회하지 않았고 동요하지 않았다"고 전했다. 8월 23일 그는 14일간의 구금 명령을 받았다.
특별 CBI 법원은 피의자와 전 대학 학장에 대한 거짓말 탐지기 검사를 실시할 수 있도록 허가했다. 피의자의 거짓말 탐지기 검사 결과, 그가 진술한 범행 당일 밤의 사건 경위에 여러 불일치가 드러났다. CBI는 8월 25일 산딥 고시와 전 의료감독관 겸 부학장인 산자이 바시스트의 집을 압수수색하고 여러 문서를 압수했다. 또한 병원의 재정 비리와 부패에 대해 그들을 상대로 FIR(First Information Report)을 제출했다. 이후 ED(Enforcement Directorate)도 병원 행정부의 재정 비리에 대한 수사에 착수했다.

### 대학 학장에 대한 수사
정형외과 의사이자 해당 대학의 학장이었던 산딥 쿠마르 고시는 사건을 둘러싼 시위 속에서 사임했다. 그는 소셜 미디어의 비판과 정치인들의 명예훼손적 발언으로 인한 지속적인 굴욕을 견딜 수 없다고 사임 이유를 밝혔다. 사임 직후 그는 칼커타 국립의과대학 학장으로 임명되었고, 이는 추가적인 분노를 불러일으켰다. 8월 13일, 캘커타 고등법원은 정부와 관련 당국에 그를 장기 휴가 조치하도록 지시하며 즉각적인 재임용을 비판했다. 8월 28일, 인도의사협회는 부패 혐의와 진행 중인 CBI 및 ED 수사를 이유로 고시의 회원 자격을 정지시켰다. 그는 협회 콜카타 지부의 부회장이었다. 고시는 강간 은폐 의혹과 대학 및 병원의 재정 사기 및 비리 혐의와 관련하여 두 차례의 거짓말 탐지기 검사를 받았다. 9월 2일, CBI는 고시와 그의 경호원 아프사르 알리, 거래업체 관계자 비플라브 싱하와 수만 하자르를 학장 재임 기간 동안의 재정 비리와 사기 혐의로 체포했다. 그는 다른 체포된 사람들과 함께 특별 법원에 의해 8일간의 CBI 구금 명령을 받았다. 9월 3일, 그는 체포 이후 서벵골 주 보건부에 의해 정직되었다.

## 법정 절차
2024년 8월 13일, 캘커타 고등법원은 경찰의 수사 처리에 만족하지 못하고 중앙수사국(CBI)에 사건을 배정했다. 법원은 또한 주 경찰이 수사를 계속할 경우 증거 인멸 가능성을 지적했다.
8월 18일, 대법원은 이 사건에 대해 직권 인지(suo moto)했다. DY 찬드라추드 대법원장이 이끄는 3인 재판부가 8월 20일 이 사건을 심리했다. 재판부는 사건 처리와 8월 14일 밤 발생한 기물 파손에 대해 주 정부와 콜카타 경찰, 그리고 대학 당국을 비판했다. 사건과 시위 이후, 법원은 의사들의 직장 안전을 보장하기 위한 국가 태스크포스를 구성하고 시위 중인 의사들에게 업무에 복귀할 것을 요청했다. 법원은 중앙산업보안대(CISF)와 중앙예비경찰대(CRPF)에 병원 경비를 제공하도록 명령하고 CBI에 현황 보고서를 제출하도록 요구했다. 8월 22일 심리에서 법원은 시신 발견과 최초 사건 보고서(FIR) 등록 사이의 시간 지연에 대해 법 집행 기관을 강하게 비판했다. 법원은 주 정부에 시위 중인 의사들과 시민들에 대해 어떠한 조치도 취하지 말고 평화로운 시위자들을 저지하기 위한 어떠한 조치도 취하지 말 것을 요구하면서, 의사들에게는 정상적인 업무에 복귀할 것을 요청했다.